# Ведрица на Едуард
Ведрица на Едуард (Fritillaria eduardii) е растение от семейство Кремови. Цветето представлява национален символ на Киргизстан. Растението е култивирано и се отглежда като градинско.

## Разпространение
Ведрицата на Едуард е разпространена в югозападната част на Киргизстан, Таджикистан и гранични райони на Узбекистан. И в трите централноазиатски републики е вписана в съответната Червена книга. Растението е високопланинско и се среща в планинския масив Памиро-Алай на надморска височина от 1200 до 2100 метра.

## Описание
Ведрицата на Едуард е многогодишно луковично растение. Луковицата е месеста и закръглена. На височина достига до 100 cm. Цветовете са големи, с форма на камбана, ярко оранжеви, събрани венче в горната част на дръжката. Дръжката завършва с овални копиевидни листа. Цъфти през май. Плодовете са шестоъгълна едноклетъчна капсула. Семената са големи, плоски, светло кафяви. Размножава се чрез луковици и семена. Луковиците се засаждат в края на август - началото на септември на дълбочина 15 - 18 cm.